# Szolnoki művésztelep

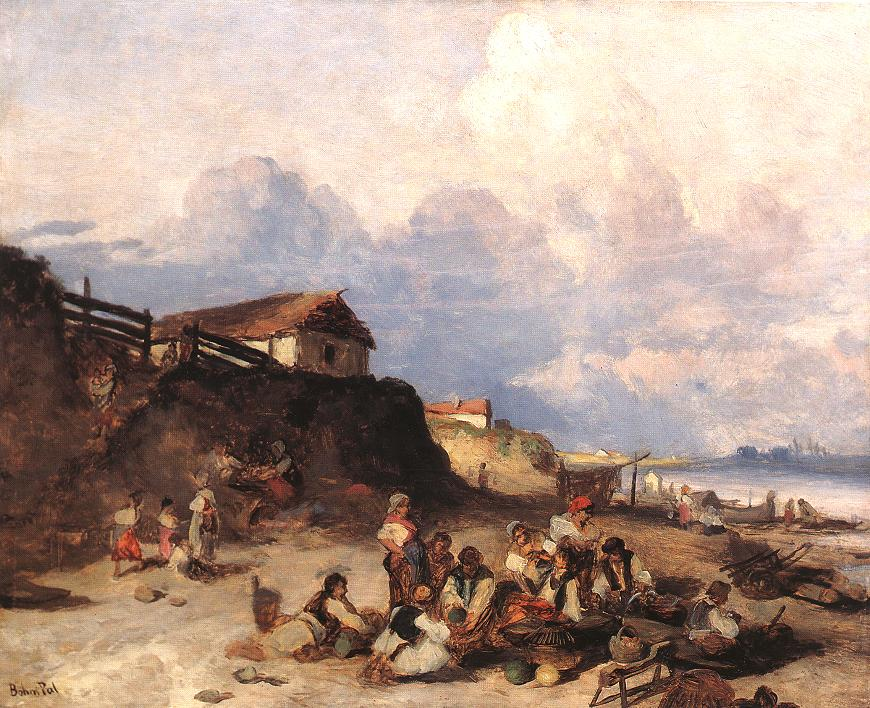
Böhm Pál Tiszaparti jelenet (1873-75)

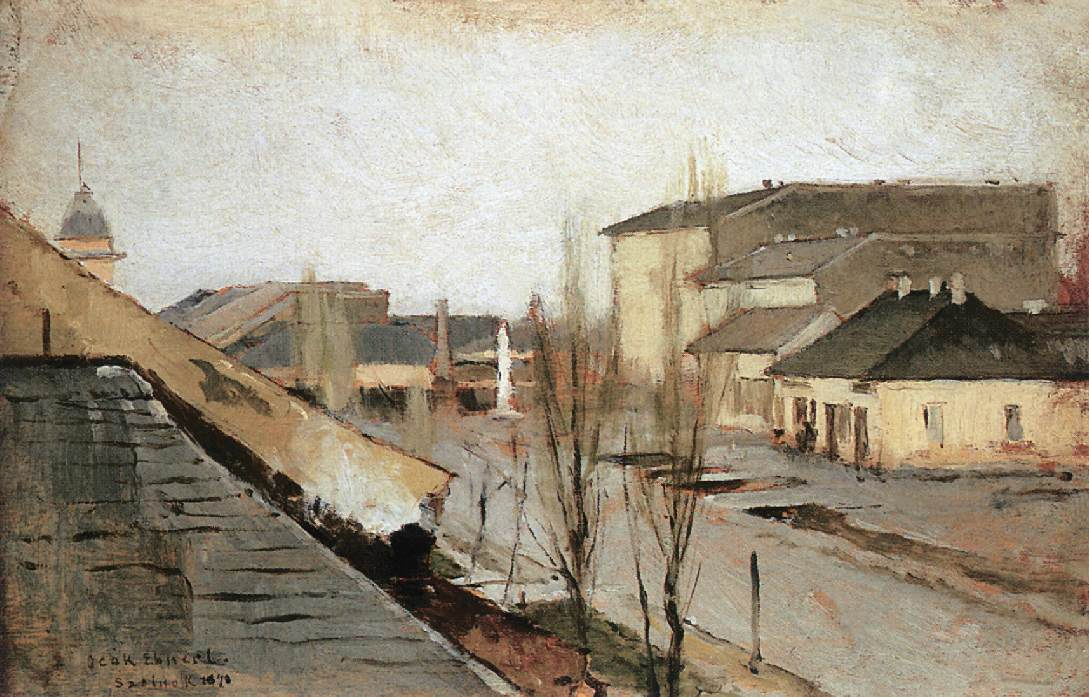
Deák-Ébner Lajos Szolnok főtere (1878)

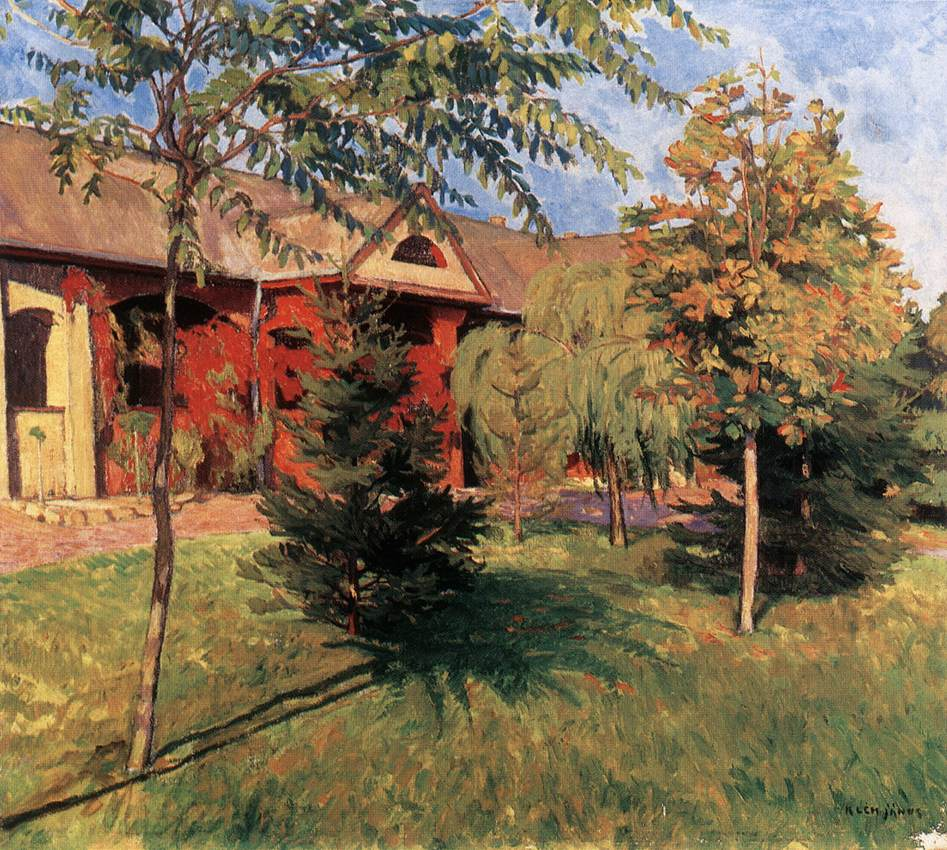
Kléh János: Szolnoki Művésztelep (c. 1910)

A szolnoki művésztelep a Tisza és Zagyva torkolatánál, Szolnokon, a Szent István király tér 6. szám alatt található. Létrejötte az 1848–49-es forradalom és szabadságharc eseményeihez kapcsolódik, Magyarország legrégibb művésztelepe.

## Történet

### Kezdetek
A szolnoki művésztelep, illetve Szolnok jelentősége a képzőművészetben, August von Pettenkofen osztrák festő nevéhez köthető, aki az 1848-49-es szabadságharc idején, mint hadi-rajzoló járt Magyarországon. 1851-ben járt először Szolnokon, és ettől kezdve újra és újra visszatért. Lenyűgözte a táj az itt élő emberek, hírét vitte Európa szerte, és hozta a  külföldi, és magyar  festőket is. Az 1870-es években, már olyan neves festők jártak Szolnokra rendszeresen, mint Deák-Ébner Lajos, Aggházy Gyula, Bihari Sándor, Böhm Pál, Mednyánszky László, Tölgyessy Artúr. A század végére már erős igény mutatkozott arra, hogy művészek összefogásával egy állandó telep jöjjön létre. Erre az időre esett, hogy Szolnok 1876-ban újra megyeszékhely lett és a közlekedése is aránylag jó volt.
1899. október 13-án a minisztériumhoz benyújtották tervezetüket, amit hamarosan elfogadtak, -(1899-ben a vármegye főispánja, Lippich Gusztáv is fölkarolta az elgondolást és lelkes támogatójává vált)- ekkor már csatlakozott az itt alkotókhoz Olgyay Ferenc, Mihalik Dániel, Szlányi Lajos, Hegedűs László, Boruth Andor, Katona Nándor, Pongrácz Károly, Vaszary János, Kernstok Károly, Fényes Adolf is, a korszak jeles festőművészei. 1901. április 28-án Szolnokon megalakult a Művészeti Egyesület, feladata, hogy megépíttesse a műtermi házakat és irányítsa a művésztelep életét.  A szolnoki művésztelep a régi szolnoki vár helyén épült fel, kevesebb mint, két év alatt, két épület 12 műteremlakással. Az ünnepélyes átadás 1902. június 29-én volt.

### 1902-től a II. világháborúig

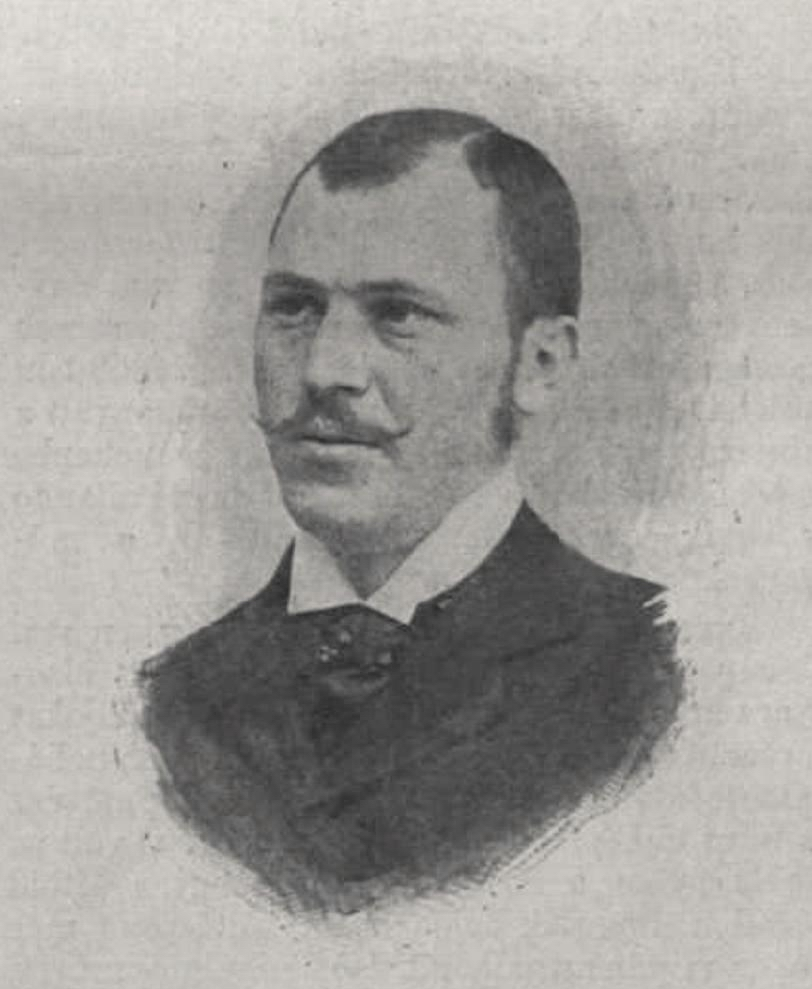
Szlányi Lajos

A művésztelepnek nem csak állandó tagjai voltak, rendszeresen jöttek magyar és külföldi vendég művészek, festők, szobrászok, nyaranta alkotótáborok működtek. Az elkészült művekből minden évben kiállítást rendeztek amik nagyon sikeresek voltak. Az itt alkotó művészek nem ragaszkodtak a "hagyományos" stílus irányzatokhoz, már az 1900-as évek elején megfordultak a modern irányzatok képviselői is. Szinte nem volt olyan jelentős festő, aki meg ne fordult volna az 1910-es években  Szolnokon, köztük az alföldi festők sorába tartozó Koszta József, itt telepedett le a táj- és csendéletfestő Kléh János.
1912-től kezdve a szünidőben a Magyar Képzőművészeti Főiskola növendékei is tanulmányokat folytattak itt. Az emberábrázolást Fényes Adolf, a tájfestést Szlányi Lajos,  az állatfestést Zombory Lajos oktatta. Az első világháború visszafogta a telep működését, de hamarosan újra megindult az élet. Olyan neves, festők jöttek Szolnokra, mint Vidovszky Béla, Zádor István, Aba-Novák Vilmos, Chiovini Ferenc, Istókovits Kálmán, Pólya Tibor, Pólya Iván, Patai Mihály, Bernáth Aurél, Mattioni Eszter, Kerényi Jenő, Borbereki-Kovács Zoltán, Gáborjáni Szabó Kálmán, akik az 1930-as évek meghatározó egyéniségei voltak.

### A második világháború utáni évek

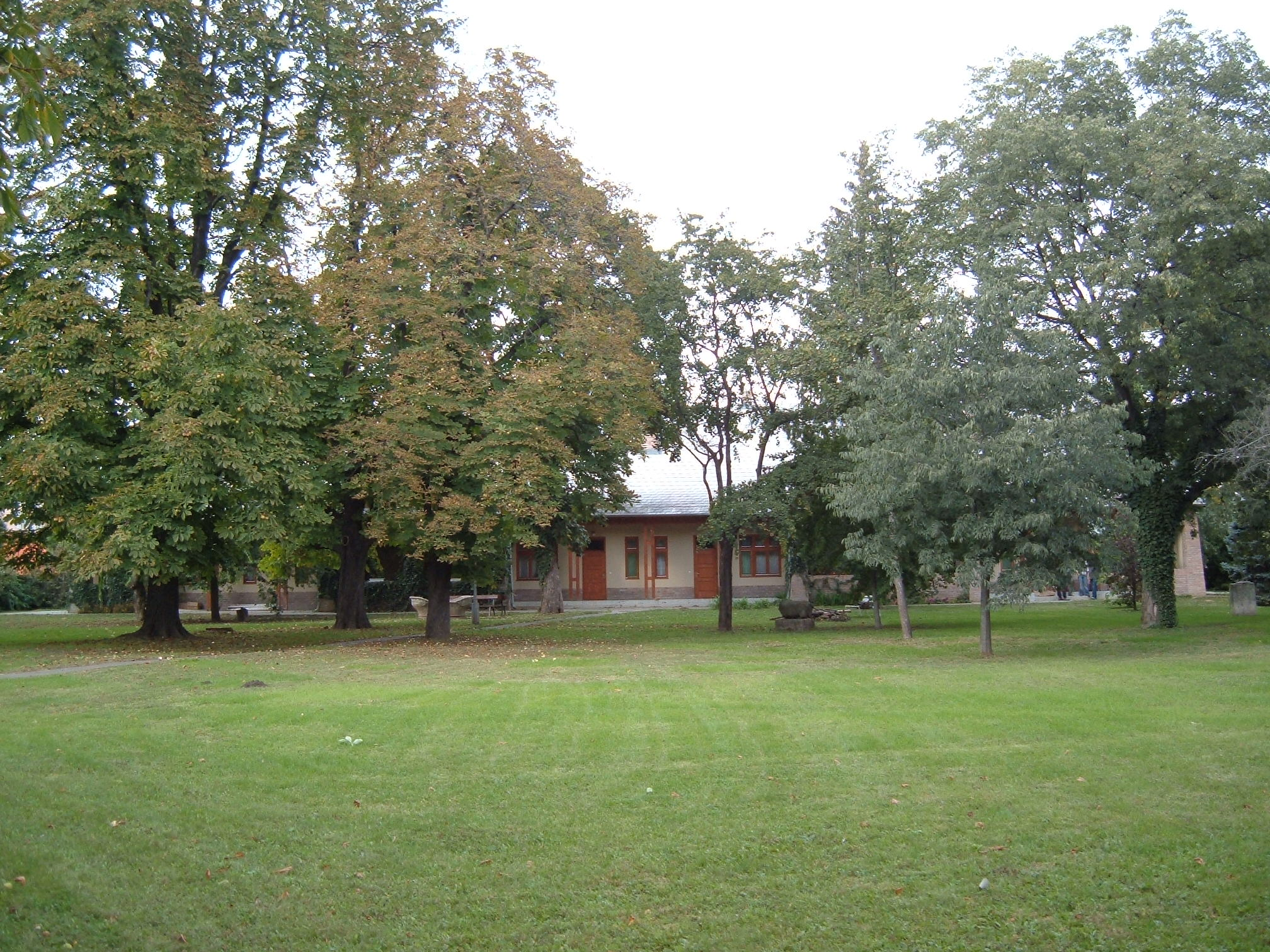
Szolnoki művésztelep, (2008), Dr. Trájer Attila János felvétele

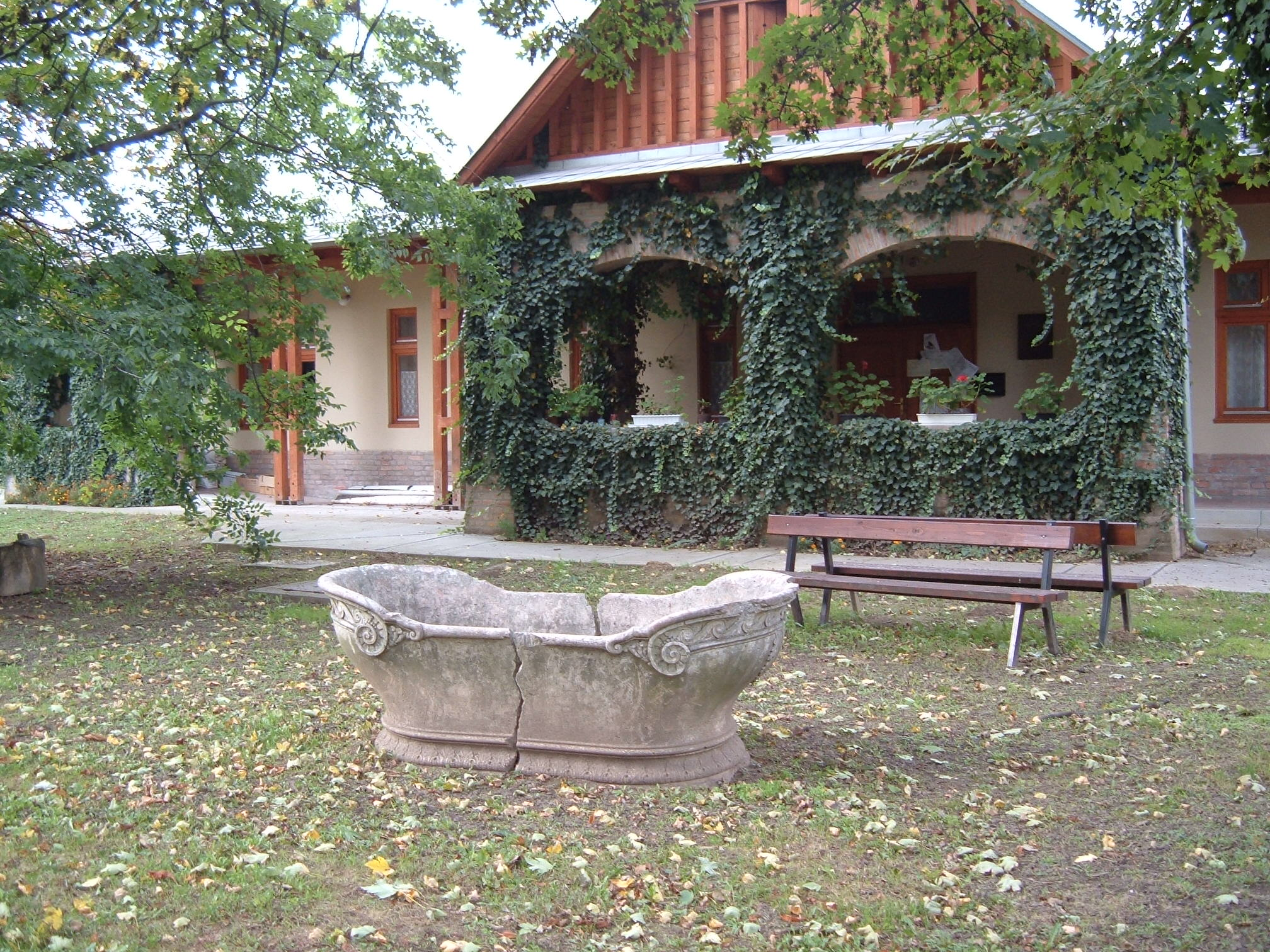
Szolnoki művésztelep, (2008), Dr. Trájer Attila János felvétele

A második világháború végi harcok során tönkrementek a műtermek, a berendezéssel együtt a Művészeti Egyesület muzeális képgyűjteménye, teljes irat- és jegyzőkönyvi anyaga eltűnt vagy megsemmisült. Több ezer festménynek nyoma veszett.
1944. november 4-én a szovjet hadsereg elfoglalta Szolnokot. A világháború végeztével megkezdődött az újjáépítés, elsők közt foglalkoztak a művésztelep rendbe hozatalával  is. 1946-ban újjáéledt a Művészeti Egyesület, megindult a tagtoborzás. A telep hamarosan újra benépesült. 1947 májusában kiállítást rendeztek a városban. A kultúrnapok keretében "Szolnok a magyar képzőművészetben" címmel bemutatták a szolnoki képzőművészet múltjának keresztmetszetét. A telep akkori törzstagjai közül, Bernáth Aurél, Basilides Barna, Borbereki-Kovács Zoltán, Chiovini Ferenc, Gáborjáni Szabó Kálmán, Mattioni Eszter, Vidovszky Béla és Szlányi Lajos állítottak ki, de  mellettük már megjelentek alkotásaikkal a fiatalabb nemzedék képviselői, mint például Udvary Dezső, Baranyó Sándor, Benedek Jenő, Bótos Sándor, Korda Béla, Patai Mihály, Pátzay Pál, Koszta József.

### 1956-tól napjainkig
Az 1956-57-es esztendők új fejezetet nyitottak a művésztelep életében. Fiatal művészek egész sora került Szolnokra. Nagy István, Simon Ferenc és Szabó László szobrász, Baranyó Sándor, Berényi Ferenc, Bokros László, Fazekas Magdolna, Gácsi Mihály, Meggyes László, Mészáros Lajos és Palitz József festőművészek lettek az új alkotók. Fazekas Magdolna mellett tanult a szolnoki születésű Kocsis László Levente képzőművész, színész. A telep művészei közül néhányan Budapesten folytatták munkájukat, P. Bak János, Benedek Jenő, Bótos Sándor, Antal Ilona. Amikor 1974-ben Gácsi Mihály  és Palitz József  távoztával két műterem felszabadult, helyükre Ágotha Margit és Rékassy Csaba grafikusművész érkezett. Eleinte, mint vendégművészek, 1984-től pedig törzstagként dolgoztak a telepen. Rékassy Csaba egészen haláláig, 1989-ig Szolnokon élt.
1987-ben újjáépítették a jobbszárnyat, és új lakók költöztek a telepre, Fazekas Magdolna, Meggyes László, Szabó László, Simon Ferenc és Nagy István (Albertirsa, 1920. május 25. –) szobrász, Nagy István később elhagyta a telepet és a kiürült műteremben Chiovini Ferenc emlékkiállítása volt látható.
2002-ben a szolnoki művésztelep fennállásának 100. évfordulóját méltóképp ünnepelte a város. A Nemzeti Kulturális Örökség Minisztériumának támogatásával a telep hat műteremlakásból álló épületszárnya teljesen megújult. Egy galéria és kiállítóterem, egy közös műterem, és két-két garzon lakrésszel egészült ki a festő és szobrász műterem. A közgyülés rendelete értelmében, újból életre kelt az 1901-ben alapított Szolnoki Művészeti Egyesületet, amely a továbbiakban a Szolnoki Művésztelepért Közalapítvány jogutódjaként tevékenykedik.

## Külső hivatkozások
- Vendégváró
- Művésztelep
- Művésztelep2
- A Művésztelep weboldala